# Soldanina
Soldanina es un género de foraminífero bentónico de la subfamilia Cibicidinae, de la familia Cibicididae, de la superfamilia Planorbulinoidea, del suborden Rotaliina y del orden Rotaliida. Su especie tipo era Soldanina exagona. Su rango cronoestratigráfico abarcaba el Holoceno.

## Clasificación
Soldanina incluye a la siguiente especie:
- Soldanina exagona